# Lankesteria giardi
Lankesteria giardi is een soort in de taxonomische indeling van de Myzozoa, een stam van microscopische parasitaire dieren. Het organisme komt uit het geslacht Lankesteria en behoort tot de familie Lecudinidae. Lankesteria giardi werd in 1893 ontdekt door Mingazzini.